# Август (герцог Шлезвиг-Гольштейн-Зондербург-Норбурга)
Август Шлезвиг-Гольштейн-Зондербург-Плён-Норбургский (нем. August von Schleswig-Holstein-Sonderburg-Plön-Norburg; 9 мая 1635 — 17 сентября 1699, Плён) — герцог небольшой части Шлезвиг-Гольштейна, находившейся вокруг замка Норбург на острове Альс. Основатель Шлезвиг-Гольштейн-Зондербург-Плён-Норбургской линии.

## Биография
Август был вторым сыном шлезвиг-гольштейн-зондербург-плёнского герцога Иоахима Эрнста и Доротеи Августы Шлезвиг-Гольштейн-Готторпской. Хотя образованная ветвь Шлезвиг-Гольштейн-Зондербург-Норбург была секундогенитурой, его сын Иоахим Фридрих позже унаследовал герцогство Шлезвиг-Гольштейн-Зондербург-Плён.
С 1645 по 1650 годы Август и его брат Иоганн Адольф, который был на год старше, совершили большое путешествие по европейским странам, включая Англию и Францию.
Август стал офицером в бранденбург-прусской армии и 20 августа 1664 года был произведён в генералы от инфантерии. В это же время он был назначен штатгальтером Магдебурга. 21 декабря 1674 года назначен наместником княжества Минден в награду за свою храбрость в войне против Османской Империи. С 21 декабря 1674 года он был назначен фельдцейхмейстером. 7 июля 1676 года он получил остров Узедом в награду за верную службу во время войны за Сконе. Однако мирный договор, подписанный в Сен-Жермен-ан-Лэ в 1679 году, вернул Узедом Швеции. Когда курфюрст Фридрих Вильгельм умер в 1688 году, Август уволился из бранденбургской армии и поселился в замке Норбург.
29 мая 1676 года Август был награждён орденом Слона в Копенгагене.

## Брак и дети
Герцог Август женился на Елизавете Шарлотте Ангальт-Гарцгеродской (11 февраля 1647—20 января 1723), дочери князя Фридриха Ангальт-Бернбург-Гарцгеродского и его первой жены Иоганны Елизаветы Нассау-Гадамарской. Елизавета Шарлотта была вдовой (с 1665 года) князя Вильгельма Людвига Ангальт-Кётинского. У супругов родились:
- Иоахим Фридрих (1668—1722) женат первым браком на Магдалене Юлиане Цвейбрюкен-Биркенфельдской (1686—1720); вторым — на Юлиане Луизе Ост-Фрисландской (1698—1740)
- Августа Елизавета (1669—1709) — монахиня
- Шарлотта София (1672—1720)
- Кристиан Карл (1674—1706) — женат на Доротее Кристине фон Айхельберг (1674—1762), с 1702 — баронесса Карлштейн, с 1722 — принцесса Дании
- Доротея Иоганна (1676—1727) — замужем за князем Вильгельмом Нассау-Дилленбургским

## Комментарии
1. ↑  в частном праве владетельных фамилий особые имущественные и владетельные права, предоставляемые по наследству второму в роде.[2]